# اکسایش کاتالیزوری نامتقارن
اکسایش کاتالیزوری نامتقارن تکنیکی برای اکسید کردن بسترهای مختلف برای تولید یک محصول انانتیومر خالص با استفاده از کاتالیزور است.

## واکنش‌ها
- اپوکسی‌شدن ژاکوبسن آلکن‌ها با استفاده از کمپلکس منگنز-سالن و NaOCl
- اپوکسی‌شدن شارپلس آلیل الکل‌ها با استفاده از تیتانیوم ایزو پروپوکسید، دی‌اتیل تارتارات و ترت-بوتیل هیدروکسی‌پراکسید[۳]
- دی هیدروکسیل‌دار کردن نامتقارن شارپلسِ آلکن‌ها با استفاده از لیگاندهای دی‌هیدروکینین یا دی‌هیدروکینیدین بر روی یک مرکز فلزی اسمیم
- اکسی‌آمیناسیون شارپلس
- اپوکسی‌کردن شی آلکن‌ها با استفاده از اگزون و کاتالیزور کایرال مشتق شده از فروکتوز
- اکسایش انولات سولفونیل‌اکسازیریدین